# Topaipí (ort)
Topaipí är en ort i Colombia.   Den ligger i departementet Cundinamarca, i den centrala delen av landet, 80 km norr om huvudstaden Bogotá. Topaipí ligger 1 267 meter över havet och antalet invånare är 1 099.
Terrängen runt Topaipí är kuperad. Runt Topaipí är det ganska tätbefolkat, med 62 invånare per kvadratkilometer. Närmaste större samhälle är Yacopí, 14,4 km norr om Topaipí. I omgivningarna runt Topaipí växer i huvudsak städsegrön lövskog.